# Sint Maartensregt
Sint Maartensregt was een ambachtsheerlijkheid in het graafschap Holland. 
Na 1795 vormde de voormalige heerlijkheid samen met de heerlijkheid Dorp de gemeente Sint Maartensregt die soms ook Sint Maartensregt en Dorppolder werd genoemd.
In 1855 werd de gemeente tegelijk met de gemeente Hodenpijl bij Schipluiden gevoegd. In 2004 fuseerde deze gemeente met Maasland tot de gemeente Midden-Delfland.
Het grondgebied van de gemeente bestond uit verscheidene delen: een deel lag in de Dorppolder, een ander deel in de Duifpolder en de Zouteveense polder ter weerszijden van de Vlaardingsevaart. Een derde deel strekte zich over twee polders uit, de Kerkpolder en de Papsouwse polder, tussen de huidige Keenenburgweg in het westen en de Schie in het oosten. In het uiterste westen van de Kerkpolder stond het kasteel Keenenburg.
De (voormalige) heerlijkheid Sint Maartensregt is tegenwoordig eigendom van de adellijke familie Gevaerts.

Kaart van de gemeente Sint Maartensregt